# Кнорре Віктор Карлович
Кно́рре Ві́ктор Ка́рлович (нар. 22 вересня (4 жовтня) 1840 — пом. 25 грудня 1919) — російський вчений астроном німецького походження.

## Біографія
Народився 22 вересня (4 жовтня) 1840 року в місті Миколаєві в родині директора Миколаївської морської обсерваторії К. Х. Кнорре.
Для отримання належної освіти був відправлений батьком на навчання до міста Феллін в Лівонії. Після закінчення школи повернувся до Миколаєва, де протягом двох років працює асистентом свого батька в Миколаївській морській обсерваторії.
У 1862 році вирушає до Берліна й вивчає астрономію у Вільгельма Ферстера.
У 1867 році закінчує навчання, повертається в Росію, працює в Пулковській обсерваторії, проводить астрономічні дослідження. У цей період ним здійснюється низка поїздок по інспектуванню метеостанцій. Крім того, проводить обчислення земного магнетизму.
У 1869 році переїздить до Миколаєва, де спочатку навчає своїх менших братів і сестер, а згодом отримує місце шкільного викладача. Через низьку платню змушений був переїхати до Берліна, куди на той час вже перебрався його батько.
З 1873 року починає працювати в Берлінській обсерваторії. У 1892 році йому присвоєно звання професора астрономії попри те, що він не був викладачем Берлінського університету.
У 1906 році В. К. Кнорре виходить у відставку, оселяється у придбаному ним маєтку в Грос-Ліхтерфельде, поблизу Берліна. Помер 25 грудня 1919 року.

## Астрономічні досягнення
| Відкриті астероїди: 4 | Відкриті астероїди: 4 |
| --------------------- | --------------------- |
| 158 Короніда          | 4 січня 1876          |
| 215 Енона             | 7 квітня 1880         |
| 238 Гіпатія           | 1 липня 1884          |
| 271 Пентесілея        | 13 жовтня 1887        |

Користуючись рефрактором Фраунхофера в Берлінській обсерваторії В. К. Кнорре більшу частину часу присвятив спостереженням за астероїдами, кометами і подвійними зорями.
Для спостережень за астероїдами і обрахування їх орбіт він зконструював прилад (мікрометр), принцип роботи якого був описаний у спеціальному журналі «Astronomischen Nachrichten» (Астрономічні новини).

## Кнорре і шахи
В. К. Кнорре також був доволі відомим у свій час шахістом. Серед його досягнень — перемоги над Адольфом Андерсеном, Луї Паульсеном, Йоганном Цукертортом та Густавом Нейманом. Проте після 1880 року Кнорре грає лише любительські партії, хоча до кінця життя залишався прихильником цієї гри.

## Пам'ять
Ім'ям династії астрономів Кнорре названо малу планету Сонячної системи № 14339 «Кнорре».